# Loweia opisthochros
Loweia opisthochros är en fjärilsart som beskrevs av Ruggero Verity 1939. Loweia opisthochros ingår i släktet Loweia och familjen juvelvingar. Inga underarter finns listade i Catalogue of Life.